# 片山牧羊

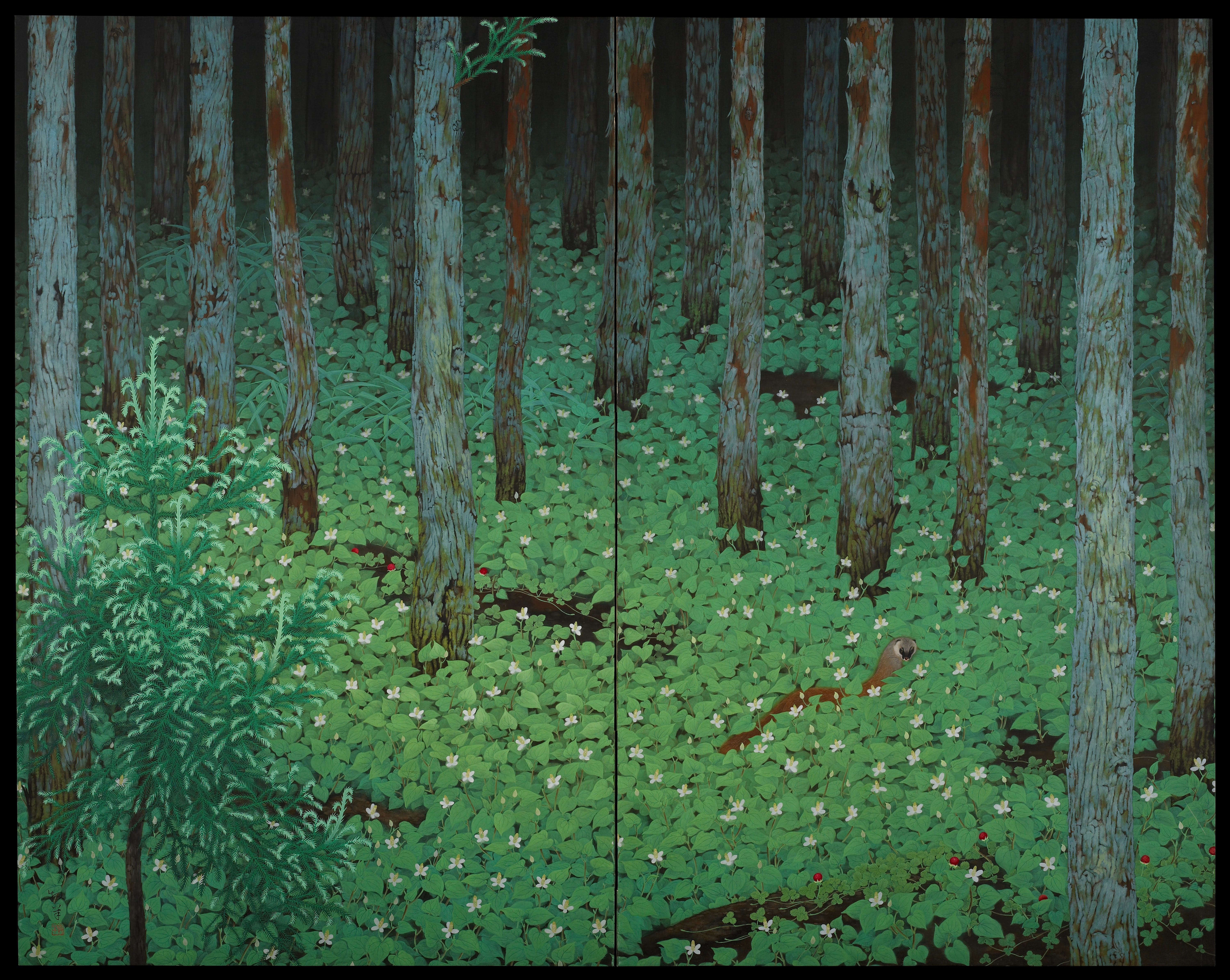
「森」(1928年)

片山牧羊（かたやま　ぼくよう、1900年（明治33年） - 1937年（昭和12年）8月26日）は、大正、昭和初期の日本画家。庄田鶴友、蔦谷龍岬、荒木十畝に師事し、旧帝展特選1回入選3回に及んでいた。

## 生涯
1900年、尾道市長江町に生まれる。本名健三。父は漢学者の片山辰之助。1915年、大阪で南画を学ぶ。また、合川澄水に書道を学ぶ。1917年、京都で、庄田鶴友に師事し日本画を学ぶ。また、山本竟山に書道を学ぶ。この頃、短歌集『曼珠華沙』を作る。1921年上京し、蔦谷龍岬塾・鐸鈴社に入門、本格的に日本画を学びはじめる。1927年、第8回帝展に「おぼろ」（広島県立美術館所蔵）を出品、初入選で特選を受賞する。1928年、第9回帝展に「森」（ミネアポリス美術館所蔵）を無鑑査出品する。久邇宮家の格天井に「曼珠沙華」を描く。1929年、第10回帝展に「漁村春懶（ぎょそんしゅんらい）」（ふくやま美術館所蔵）を出品。柳悦孝が書生として入門。1930年、第11回帝展に「破寂」を出品。1931年、柳悦孝が日本画から工芸に転じ、書生をやめる。塩出英雄が福山から上京し門下生となる。1931年「かげろう」を出品した直後に病に倒れ、再び帝展に姿をみせることはなかった。1932年、妻の実家、福山市松永町に帰郷する。1935年、サイパン島に旅行する。（同年帰国）1937年8月26日、逝去。

## ギャラリー

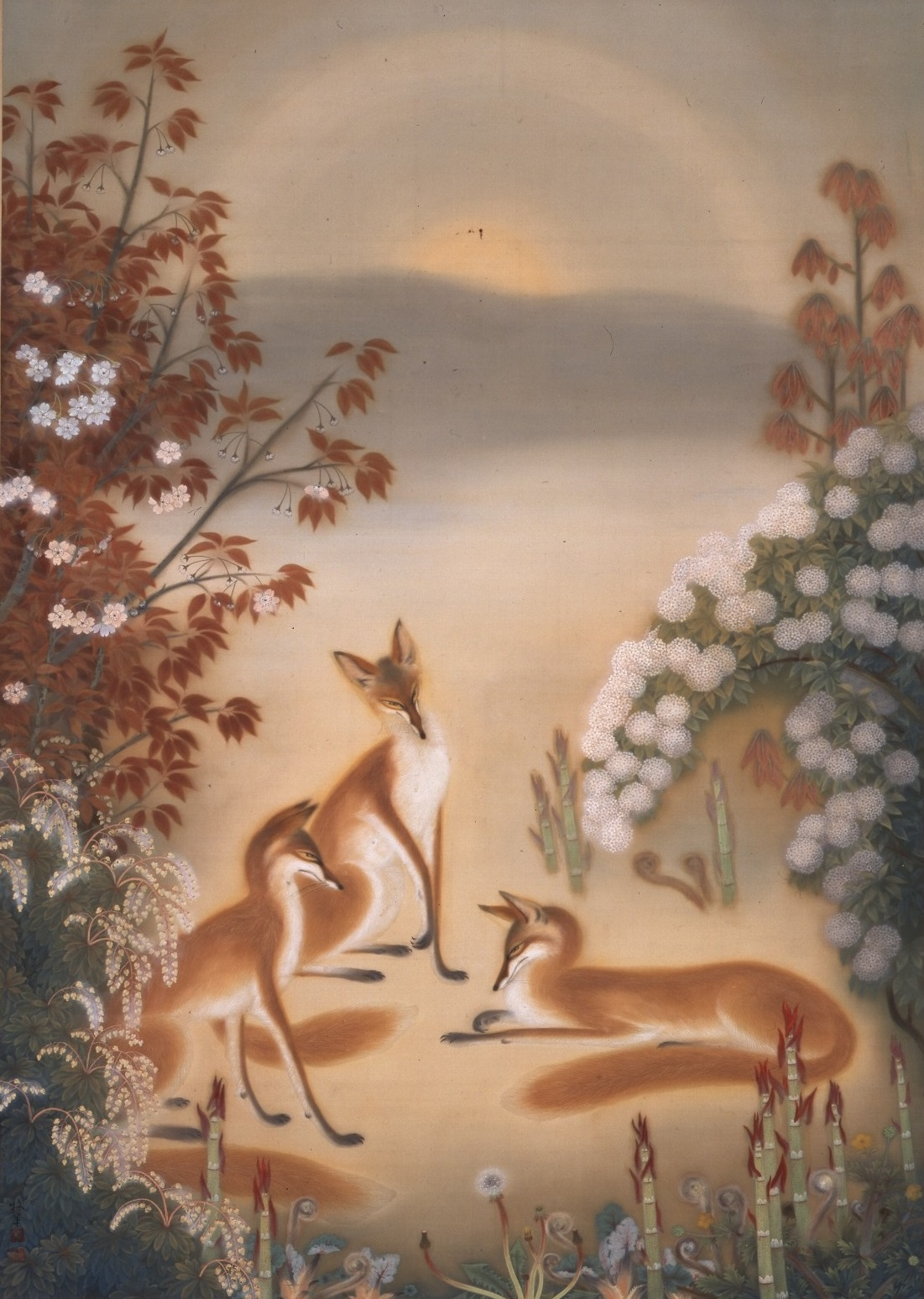
「おぼろ」(1927年)
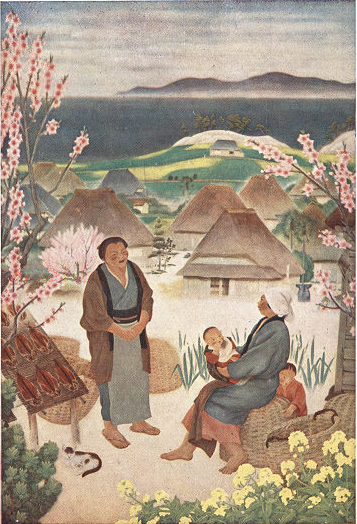
「漁村春懶（ぎょそんしゅんらい）」(1929年)
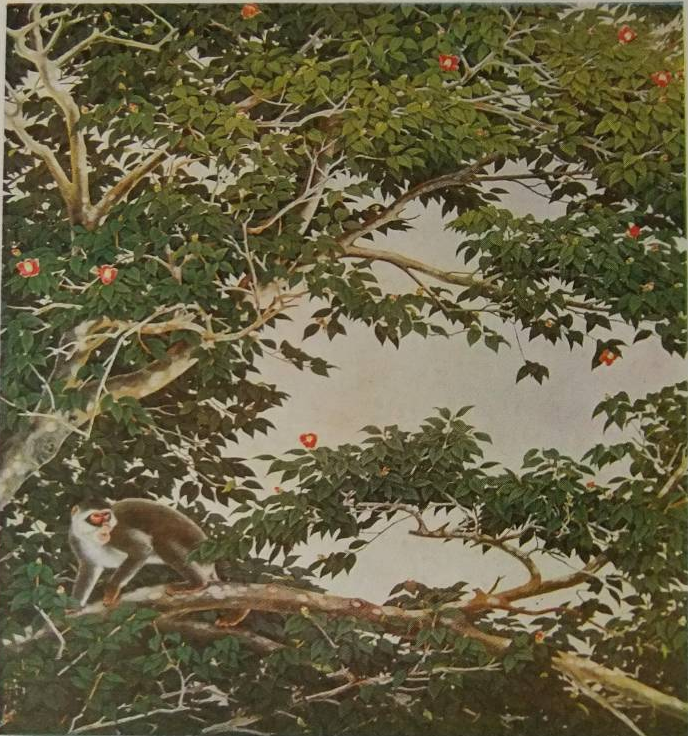
「破寂」(1930年)
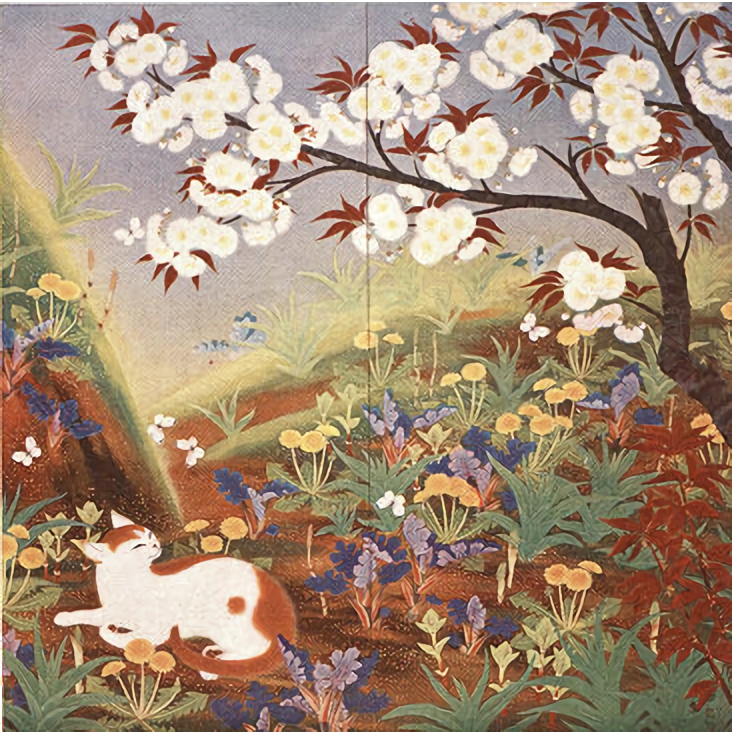
「かげろう」(1931年)